# Sjaak Roggeveen
Sjaak Roggeveen (Rotterdam, 5 oktober 1942) is een voormalig Nederlands voetballer. De aanvaller speelde voor onder meer voor Holland Sport en Excelsior en kwam in 1969 drie maal uit voor het Nederlands elftal.
Roggeveen speelde aanvankelijk voor amateurclub CVV. Hij kwam in deze periode uit voor het Nederlands amateurelftal. In 1965 werd hij ingelijfd door DHC uit Delft. Een jaar later werd hij voor 65.000 gulden gekocht door Holland Sport. Hij was linksbuiten, maar werd door trainer Cor van der Hart als centrumspits gebruikt.
Als speler van Holland Sport maakte Roggeveen op 16 april 1969 onder bondscoach Georg Kessler zijn debuut voor het Nederlands elftal. Doordat de spelers van Ajax vanwege een conflict met de KNVB weigerden uit te komen voor Oranje, was Kessler gedwongen om voor een vriendschappelijke interland tegen Tsjecho-Slowakije nieuwe spelers op te roepen. Ook Epi Drost en Henk Houwaart maakten in deze wedstrijd hun debuut. Roggeveen speelde matig, maar wist de wedstrijd toch te beslissen door in de laatste tien minuten beide Nederlandse doelpunten te maken. In de volgende twee wedstrijden was Roggeveen als invaller van de partij. Hij scoorde op 7 mei 1969 in de 89e minuut de beslissende 1-0 tegen Polen. Op 7 september 1969 speelde Roggeveen zijn derde en laatste interland, eveneens tegen Polen.
Nadat Holland Sport in 1971 opging in FC Den Haag, speelde Roggeveen nog één seizoen voor deze club. Een conflict met trainer Václav Ježek leidde in 1972 tot zijn vertrek naar Excelsior. Met deze club degradeerde hij in 1973 en 1976 naar de Eerste divisie. Roggeveen werd met Excelsior in 1974 en 1979 kampioen van de Eerste divisie, hetgeen promotie naar de eredivisie betekende. Hoewel hij inmiddels als libero stond opgesteld, werd hij toch clubtopscorer in zijn laatste seizoen als profvoetballer, het seizoen 1978/1979.